# Felicità familiare
Felicità familiare (in russo Семейное счастие?, Semejnoe sčastie) è un romanzo giovanile scritto da Lev Tolstoj nel 1859 e pubblicato inizialmente sulla rivista Russkij vestnik.

## Trama
La storia riguarda l'amore e il matrimonio tra una giovane donna diciassettenne, Mashechka, e Sergey Mikhaylych, un uomo trentaseienne, un vecchio conoscente ed amico di famiglia. Dopo il fidanzamento alquanto combattuto, i due si sposano per trasferirsi subito dopo nella casa di lui.
Lungo il corso della vicenda la ragazza scopre che la vita coniugale e i propri sentimenti nei confronti del marito risultano essere in verità molto più complessi di quanto immaginasse in principio e che hanno ben poco a che fare con le ingenue nozioni di "vita matrimoniale" che le erano state insegnate quand'era ancora solamente una bambina.

## Edizioni
- Lev Tolstoj, Felicità domestica: romanzo, Firenze: A. Quattrini, 1928
- Lev Tolstoj, La felicità domestica: romanzo; traduzione di Erme Cadei; illustrazioni di Giuseppe Porcheddu, Milano: Società anonima Giovanni De Agostini, 1929
- Lev Tolstoj, Felicita coniugale; Padrone e servitore; Morte di Ivan Ilijtc; Polikuscka, Sesto San Giovanni: A. Barion, 1931
- Lev Tolstoj, Katia: o la felicità nella famiglia, Firenze: Adriano Salani editore, stampa 1904
- Lev Tolstoj, La felicità domestica: romanzo; traduzione di C. Meneghelli, Milano: Elit, 1933
- La felicità domestica; traduzione di Clemente Rebora, Milano: Bompiani, 1942
- Lev Tolstoj, La tempesta di neve; Albert; La felicità familiare; trad. di Erme Cadei, Coll. Biblioteca universale Rizzoli nn. 74-75, Milano: Rizzoli, 1949
- Lev Tolstoj, «La felicita domestica». In: Romanzi brevi e racconti; a cura di Giuseppe Donnini, Roma: G. Casini, 1951
- Lev Tolstoj, Polikusc'ka; La felicità familiare; Traduzione di Agostino Villa, Milano; Verona: A. Mondadori, 1958
- Lev Tolstoj, Quattro romanzi: La felicità familiare, Morte di Ivan Ilic, La sonata a Kreutzer, Padre Sergio; Traduzione di Agostino Villa; Introduzione di Clara Strada Janovic, Torino: Einaudi, 1981
- Lev Nikolaevič Tolstoj, Romanzi brevi (La sonata a Kreutzer, La felicità domestica, Chadzi-Murat, I cosacchi); a cura di Igor Sibaldi, Milano : A. Mondadori, 1992, ISBN 88-04-35923-4
- Lev Nikolaevič Tolstoj, Felicità familiare; introduzione di Serena Vitale; prefazione di Fausto Malcovati; traduzione di Laura Salmon, Coll.  I grandi libri Garzanti n. 839, Milano: Garzanti, 2001, ISBN 88-11-58839-1
- Lev Nikolaevič Tolstoj, La felicità domestica; traduzione di Serena Prina; introduzione di Igor Sibaldi, Coll. Oscar classici n. 633, Milano: Mondadori, 2008, ISBN 978-88-04-57481-1